# Agía Paraskeví (ort i Grekland, Epirus, Nomós Ártas)
Agía Paraskeví är en ort i Grekland.   Den ligger i prefekturen Nomós Ártas och regionen Epirus, i den centrala delen av landet, 270 km nordväst om huvudstaden Aten. Agía Paraskeví ligger 6 meter över havet och antalet invånare är 685.
Terrängen runt Agía Paraskeví är platt åt sydväst, men åt nordost är den kuperad. Runt Agía Paraskeví är det ganska tätbefolkat, med 67 invånare per kvadratkilometer. Närmaste större samhälle är Arta, 6,8 km norr om Agía Paraskeví. Omgivningarna runt Agía Paraskeví är en mosaik av jordbruksmark och naturlig växtlighet.